# Mousa
Mousa（株式会社Mousa）是一家總部位于東京都澀谷的日本的藝能事務所。進行藝人的宣傳業務及歌手和演奏者等的音樂會企劃、製作、營運。現在，從屬藝人只有AKB48成員。

## 公司履曆
- 2007年（平成19年）9月，公司設立。
- 2009年12月，中田千智、仲谷明香從AKS移籍至此。
- 2010年4月，內田真由美、田名部生來從AKS移籍至此。

## 所属藝人
- 中田千智（AKB48 Team K）
- 田名部生來（AKB48 Team B）

## 離開成員
- 仲谷明香（AKB48 Team K、2013年3月6日於AKB48畢業）[1][2][3][4]
- 內田真由美（AKB48 Team K、2014年3月31日，因合約到期離開）[5]

## 活動
- 6月3日はMousaの日～WANTED～（2010年6月3日、成城大廳）
- 12月6日はMousa+Mousaの日～諸般の事情により開催が1週間遅くなってしまいました。～（2010年12月13日、澀谷區文化綜合中心大和田櫻花大廳）

## 外部連結
- Mousa官網（页面存档备份，存于）